# Luiz Braga
Luiz Otavio Salameh Braga (Belém, 1956), conhecido por Luiz Braga, é um fotógrafo e artista visual brasileiro reconhecido pelo seu trabalho com a cultura visual da Amazônia e expertise na manipulação de luz e cores. Construiu um vasto arquivo composto, sobretudo, por fotografias de paisagens, indivíduos, costumes e tradições do território paraense, feitos a partir de momentos de troca e convivência.

## Biografia
Filho do médico psiquiatra Dr. Dorvalino Braga (Tefé, AM, 1923 - Belém, PA, 2020) e Maria Helena Salameh (Belém, PA, 1934 - Belém, PA, 2021), herda a ancestralidade libanesa da mãe e indígena do pai.
Luiz Braga cresceu rodeado de elementos culturais, um exemplo deles são os fascículos Grandes Mestres da Pintura que colecionava quando criança. Na infância inscreve-se em um curso de fotografia por correspondência do Instituto Universal Brasileiro, e recebe em casa um kit para montar um laboratório simples de revelação a partir do qual fazia experiências que o levaram a se encantar pela fotografia.
Aos 11, ganhou uma câmera Start B, imitação polonesa da Rolleiflex, de Raul Aguilera, um amigo da família e começa a fotografar festas familiares e eventos no trabalho do pai, então diretor no Hospital Psiquiátrico Juliano Moreira (Belém, PA), desativado em 1984.
Seu pai especializou-se em psiquiatria sob supervisão de Nise da Silveira na antiga Colônia de Alienados do Engenho de Dentro, atual Instituto Municipal Nise da Silveira, no Rio de Janeiro. No retorno a Belém, o Dr. Dorvalino Braga aplicava práticas humanistas no tratamento dos internos, atividades relacionadas à música e manifestações culturais como o boi-bumbá, jogos de futebol, passeios e eventos que Luiz acompanhava, participava e registrava ainda na infância. Estas experiências fundamentam sua prática humanista, presente no modo de abordar e interagir com o outro. Neste período, busca dicas com o fotógrafo Oscar Corrêa, do estúdio Foto Hollywood, em Belém do Pará.
Interessado em música a partir dos 13 anos, passa a tocar guitarra e cursa violino durante dois anos no conservatório. Volta à fotografia aos 17 anos (1974), com uma câmera Super 8 emprestada pelo amigo Mauro Pickerell.
Participa do Foto Cine Clube do Pará, composto por médicos, engenheiros e comerciantes que tinham a fotografia como hobby.
Na década de 1970 passou a atuar profissionalmente como fotógrafo. Em 1975 entra no curso de Arquitetura  pela Universidade Federal do Pará (UFPA), aos 18 anos monta seu primeiro estúdio, com ajuda de seu padrinho Padre Neto, e começa a trabalhar com fotografia comercial. Nos intervalos fotografava a região central de Belém, os casarios coloniais, mercados como o Porto do Sal e trapiches ribeirinhos (1975). Em 1976 trabalhou na agência Mendes Publicidade, e realizou trabalhos com Emmanuel Nassar. Neste momento, seu trabalho comercial foca no artesanato local, paisagens para folhetos turísticos, produtos e retratos em geral. Ainda em 1976 ganha o primeiro lugar no 1º Concurso de Fotografia a Cores da loja MESBLA, em Belém, e participa da exposição “Hoje-ontem”, parte do III Seminário Regional Sobre o Idoso na Sociedade Brasileira. Entre 1977 e 1978, colabora com o jornal O Estado do Pará, e no mesmo período cria o tabloide Zeppelin, juntamente com os irmãos Edyr Augusto e Janjo Proença, onde foi editor e fotógrafo até 1980. O tablóide foi o lugar onde publicava as fotografias em estilos e formas que não tinham espaço no trabalho comercial. As fotos de Tó Teixeira, encadernador e músico de Belém, e Waldemar Henrique, maestro e pianista, diretor do Teatro da Paz (Belém/PA) na época, foram os primeiros ensaios com a liberdade que buscava. 
Em 1979 abre a sua primeira exposição individual na Galeria Theodoro Braga (Belém, Pará), “I Portfólio”, com imagens em preto e branco que apresentavam um compilado da sua produção até aquele momento, entre retratos, arquitetura e cenas de apresentações de dança em Belém. No ano seguinte (1980), a exposição “Portfólio 80” apresenta ensaios realizados desde a mostra anterior, incluindo uma série de nus, cenas de uma apresentação teatral de “Macunaíma” e retratos. Realizada na discoteca “Signo’s Club” (Belém, Pará), o espaço ficava aberto para visitação durante o dia e à noite a iluminação das festas compunha com a exibição das imagens em grande formato.
Em 1979 e 1980, fez viagens de pesquisa ao International Center of Photography, - ICP, na cidade de Nova York, nos Estados Unidos. Em 1980, o amigo e arquiteto Henrique Pena leva um portfólio em preto e branco para Rosely Nakagawa, à época responsável pela Galeria Fotóptica, em São Paulo.
Em 1981, no caminho para a Universidade Federal do Pará, localizada na região ribeirinha de Belém, Luiz Braga toma contato com a cor presente na visualidade popular encontrada nas fachadas de casas e comércios, feiras, barcos e no modo de vida das pessoas que vinham do interior para a periferia da capital. Faltava às aulas para fotografar cenas cotidianas em bairros como Guamá, Cidade Velha, Estrada Nova e Terra Firme, devido a esta produção, em 1982, é convidado pelo Prof. Osmar Pinheiro para participar do projeto Visualidade Popular na Amazônia, promovido pelo Instituto Nacional de Artes Plásticas da Fundação Nacional de Artes - Funarte, que o levou a registrar a Amazônia ribeirinha de Belém e explorar com fotografia os saberes populares, arquitetura vernacular e as cores como identidade social amazônica. Luiz se graduou no curso de Arquitetura pela Universidade Federal do Pará (UFPA), em 1983, mesmo ano do nascimento de seu primeiro filho, Ulli Braga.
A partir de 1984 começa a acompanhar as Semanas Nacionais de Fotografia da Funarte e participa da oficina “Descolonização do Olhar”, ministrada por Antônio Augusto Fontes e Walter Firmo, em Fortaleza. Neste mesmo ano abre sua primeira exposição em São Paulo, “No Olho da Rua”, no Centro Cultural São Paulo - CCSP, que em seguida itinera para a Galeria Theodoro Braga, em Belém.
Entre 1984 e 1985 preside o grupo FotoPará, que promovia ações como “Jornadas 24hrs de Belém”, encontros em que cada fotógrafo realizava um trabalho ao longo deste período na cidade; realizava exposições coletivas com o nome do coletivo; e o projeto “Autografias”, que consistia em encontros para apresentar e debater a produção de fotógrafos referenciais para os artistas do grupo. No ano de 1985 participa da exposição coletiva Foto-grafismo, na Funarte e é premiado no Salão Arte Pará, em 1985, 1987 e 1988.
Em 1985 preside a Comissão Nacional de Fotografia, responsável pela organização da IV Semana Nacional de Fotografia em Belém. - No mesmo ano participa da oficina de conservação de fotografia com Sérgio Burgi, no Rio de Janeiro, realizada pelo Centro de Preservação de Fotografia, da Funarte, onde aprimorou modos de organizar e manter o seu arquivo fotográfico.
Em 1987 abre a exposição “A Margem do Olhar" na Galeria Fotóptica (SP). Em seguida, a mostra itinera para espaços no Rio de Janeiro, em Brasília e Belém. Uma das estratégias de divulgação na capital paraense foi a projeção de slides com chamadas para a mostra em cinemas da região, antes do trailer dos filmes. Em 1988 recebe o Prêmio Marc Ferrez com a série “A Margem do Olhar”, e no mesmo ano realiza uma viagem de pesquisa ao XIX Rencontres d’Arles, na França. Ministra a oficina “Leitura Crítica de Imagens” na VII Semana Nacional de Fotografia, no Rio de Janeiro, em 1988.
Em 1990 participa do workshop “Making the fine photographic print”, ministrado pelo fotógrafo George Tice no projeto Art Kane Photo Workshops, em Nova Jersey, Estados Unidos. No mesmo ano recebe o prêmio de fotografia colorida Leopold Godowsky Jr. Color Photography Awards, da Universidade de Boston. Nesta ocasião, é convidado a imprimir fotografias de seu portfólio nas técnicas atualmente extintas dye-transfer e cibachrome.
Em 1992 as fotografias “Rede Noturna” e “Barqueiro Azul” são realizadas na mesma noite, em Manaus, obras comissionadas para o Workshop Arte Amazonas, do Instituto Goethe, e exibidas durante a Eco 92 no Museu de Arte Moderna do Rio de Janeiro - MAM/RJ, no contexto da II Conferência das Nações Unidas para o Meio Ambiente e Desenvolvimento. No mesmo ano expõe no Centro Cultural Banco do Brasil, com a individual “Luiz Braga” e participa da mostra “A Face Negra na Sociedade Brasileira”, exposição coletiva do Prêmio Marc Ferrez, no Rio de Janeiro. No mesmo abre “Anos-luz - Fotografias de Luiz Braga”, no Museu de Arte de São Paulo - MASP, com curadoria de Rosely Nakagawa.
Em 1993 participa de um projeto de exposições individuais simultâneas de artistas brasileiros na Pulitzer Art Gallery, em Amsterdã. No mesmo ano participa das exposições coletivas “III Studio Internacional de Tecnologias de Imagem” e “Fotografia Brasileira Contemporânea", ambas no Sesc Pompéia, São Paulo. 
Em 1994 a exposição “Anos-luz” itinera pelo Centro de Artes da Universidade Federal Fluminense - UFF, em Niterói, em seguida participa da I Semana Paraibana de Fotografia, em João Pessoa, depois na IV Semana de Fotografia de Curitiba e no Espaço G51, em Brasília. 
Em 1996 participa da exposição coletiva “Novas travessias - Recent Photographic Art from Brazil”, curadoria de Rubens Fernandes Junior na Photographer 's Gallery, em Londres. Realiza palestra e projeção de suas obras no “V Colóquio Latino Americano de Fotografia”, na Cidade do México. No mesmo ano desenvolve o projeto “Amazônia Intimista”, com apoio do fomento à pesquisa da Bolsa Vitae de Artes. Neste ano Fotografa para a reportagem “Mulheres em marcha", com a jornalista Dorrit Harazim, registrando o deslocamento feminino nas regiões de Alter do Chão, Santarém e Ilha do Marajó. 
Em 1998 participa da exposição coletiva “Amazônicas”, no Instituto Cultural Itaú, em São Paulo, e no ano seguinte participa das exposições “O melhor da fotografia brasileira do século XX”, na Casa da Fotografia Fuji, em São Paulo, e “Amazônia: La mirada sin fronteras”, mostra coletiva no V Mes de La Fotografía, no Centro de La Imagen, da Aliança Francesa, em Quito, no Equador. No mesmo ano nasce o seu segundo filho, João Lucas. 
De 1999 a 2009 atua como membro do Conselho Diretor do Instituto de Artes do Pará, IAP, e da Comissão de Seleção do Programa de Criação Artística e Experimentação de Belém.
Entre 2000 e 2004 participa de diversas exposições, entre elas a individual “Desenhos do Olhar”, na 3ª Bienal Internacional de Fotografia, no Memorial de Curitiba, no Paraná, e a coletiva “O Brasil na Visualidade Popular”, no Museu de Arte da Pampulha, Belo Horizonte. No mesmo período ganha os prêmios Nikon Photo Contest International 2000-2001, no Japão, e Porto Seguro de Fotografia, Categoria Brasil, 2003. Em 2004 ministra a palestra “A Fotografia: Entre documento da realidade e suporte ficcional e/ou poético”, no Auditório do Museu de Arte de Belém.
No início de 2005 em São Paulo abre a exposição “Luiz Braga: Retratos Amazônicos”, com curadoria de Tadeu Chiarelli, no Museu de Arte Moderna de São Paulo - MAM. Começa a transição para a fotografia com câmera digital. No mesmo ano realiza a exposição “Arraial da Luz”, curadoria de Rosely Nakagawa, no parque de diversões tradicional de Belém conectado ao Círio de Nazaré.
A partir de 2006, desenvolveu uma técnica inicialmente intitulada de  nightvision. Insatisfeito com as fotos coloridas das novas câmeras digitais, decidiu explorar os recursos da sua Sony e experimentar o night shot com as primeiras imagens ainda fotografadas a noite. Com a busca constante de aperfeiçoamento, Luiz resolve utilizar o recurso durante o dia com o auxílio de um filtro coreano de segurança para captação de imagens infravermelhas. O resultado foi uma imagem esverdeada e granulada, o processo culminou em obras seminais como "Fé em Deus, 2006" e "Homem na Ilha dos Amores, 2012". Após quinze anos, rebatizou a técnica para Mapa do Éden, inspirado pelos textos de João de Jesus Paes Loureiro. Nesse mesmo ano começa a visitar regularmente a Ilha do Marajó, que se torna lugar de pesquisa visual, poética e histórica.
Com coordenação de Alexandre Sequeira e participação de Ary Souza, Bob Menezes, Elza Lima, Euzeny Bayma, Fatinha Silva, Irene Almeida, Nailana Thiely, Octávio Cardoso e Walda Marques realizou oficinas em 5 comunidades de Belém com crianças resultando na mostra ao ar livre “Arraial da Luz, 2006” curadoria de  Rosely Nakagawa, cujo desenho expográfico foi realizado por Luiz Braga.
Em 2007 participa da exposição “Photoquai”, programação da Bienal de Fotografia Contemporânea - Imagens do Mundo, no Musée Du Quai Branly, em Paris. No mesmo ano, mostra a série inédita Nightvision, na exposição “Território da Luz”, na Galeria Oeste, em São Paulo. No ano seguinte, participa das exposições “As Amazônias: verdades e lendas” e “Arte pela Amazônia”, ambas no Pavilhão da Fundação Bienal de São Paulo. Em seguida publica seu primeiro livro na Coleção Foto Portátil, Cosac Naify, e “Crônica Fotográfica do Universo Mágico no mercado Ver-o-Peso”, com textos de Milton Hatoum e João de Jesus Paes Loureiro. 
Em 2009, foi um dos dois representantes do Brasil na 53ª Bienal de Veneza, junto com o pintor Delson Uchôa, no Pavilhão do Brasil, com curadoria de Ivo Mesquita, por conta de sua abordagem original da Amazônia e expertise no uso de cores, fatores pelo qual é reconhecido internacionalmente.No mesmo ano recebe o Prêmio Marcantonio Vilaça, Funarte.
Em 2010 abre a exposição individual “O percurso do olhar”, um panorama de sua produção na Casa das Onze Janelas, em Belém. As obras foram doadas ao Sistema Integrado de Museus do Estado do Pará - SIM. Em 2011 expõe no salão “30° Arte Pará”, no Museu do Estado de Belém, depois em “Extremes - Brazilian Photography 1840 - 2011”, no Center of Fine Arts, em Bruxelas, Bélgica, no festival Europalia. No ano seguinte participa da exposição “Mythologies: Brazilian Contemporary Photography”, curadoria de Eder Chiodetto na Galeria Shiseido, em Tóquio, Japão.
Desde 2013 frequenta a Comunidade Quilombola de Pau Furado, onde realiza exposições e oficinas com a esposa Elaine Braga.
Em 2014 abre a exposição “Retumbante Natureza Humanizada”, no Sesc Pinheiros, com curadoria de Diógenes Moura, premiada como melhor exposição de fotografia do ano pela Associação Paulista de Críticos de Arte - APCA. Em seguida participa da mostra “Pororoca - A Amazônia no Mar”, uma coletiva no Museu de Arte do Rio, com curadoria de Paulo Herkenhoff. Na ocasião, um conjunto de suas obras foi adquirido pelo museu. No mesmo ano realiza a oficina “Luz e Cor”, no 13º Festival de Arte Serrinha;  é premiado no Situações Brasília - Prêmio de Arte Contemporânea do Distrito Federal e expõe no Museu Cultural da República. Em 2014 nasce sua filha Letícia.
Em 2016, realiza a mostra “Arraial da Luz” montada no anexo do Museu do Marajó com participação intensa de estudantes, grupos de dança e música, uma celebração da cultura marajoara. No mesmo ano, a exposição “Retumbante Natureza Humanizada” itinera para o  Museu do Estado do Pará. Em 2017 abre a exposição “Arraial da Luz”, na Praça das Comunicações, em Salvaterra, Ilha do Marajó. Foi contemplado com o edital Rumos Itaú Cultural 2017-2018, e retorna à pesquisa visual nas periferias ribeirinhas de Belém e ilhas próximas com assistência de Juliany Ledo e produção de Victor Kato. Desde 2017, promove encontros chamados “Vivência Marajó”, imersões na cultura, história, arte e natureza do território marajoara, junto com Elaine Braga.
Em 2019 recebe o Prêmio Chico Albuquerque de Fotografia, na categoria Narrativas Brasileiras pelo conjunto de sua obra, durante o Solar Foto Festival, Fortaleza (CE).
Em 2021 abre a exposição “Luiz Braga: Máscara, espelho e escudo” no Instituto Tomie Ohtake, com curadoria de Paulo Miyada e Priscyla Gomes, reunindo os retratos em cores feitos por Luiz Braga nas últimas quatro décadas, ressaltando sua técnica e relevância na cultura amazônica.
Entre 2022 e 2024 participa de diversas exposições coletivas, entre elas “Histórias brasileiras” (2022), no MASP, com curadoria de Lilia Schwarcz e Tomás Toledo, “O sagrado na Amazônia” (2023), no Instituto Inclusartiz, curadoria de  Paulo Herkenhoff, “Delírio tropical” (2024-2025), na Pinacoteca do Estado do Ceará, curadoria de Orlando Maneschy, e “Amazonias: El futuro ancestral” (2024-2025), no Centre de Cultura Contemporània de Barcelona - CCCB, curadoria de Claudi Carreras.
Em 2023 obteve menção honrosa na categoria “Projetos de longo prazo” no Prêmio Poy Latam, com o ensaio “Amazônia Ribeirinha - Uma paisagem de resistência” e em 2024 foi homenageado com sala especial na 41ª edição do Arte Pará, na Casa das Onze Janelas, composta de 28 obras provenientes de doação do artista ao Estado do Pará. 
Suas obras estão em coleções públicas e privadas nacionais e internacionais, como o Centro Português de Fotografia, Museu de Arte Moderna de São Paulo (MAM/SP), Museu de Arte Moderna do Rio de Janeiro (MAM/RJ), Museu de Fotografia da Cidade de Curitiba, Museu de Arte do Rio (MAR), Museu de Arte de São Paulo - MASP, Pinacoteca do Estado de São Paulo, Sistema Integrado de Museus do Estado do Pará (SIM), Museu da UFPA, Museu de Arte de Belém (MABE), Pérez Art Museum e Denver Art Museum.
Em 2025, Luiz Braga completa 50 anos de carreira na fotografia paraense, em comemoração o Instituto Moreira Salles abrirá dia 12 de abril a exposição "Arquipélago Imaginário"  com curadoria de Bitú Cassundé e assistência de Maria Luiza Menezes que ocupará dois andares do centro cultural, com cerca de 258 fotografias produzidas ao longo da trajetória de Braga, da década de 1970 até a atualidade, sendo 190 inéditas. A seleção evidencia os principais temas presentes na produção do fotógrafo, como a conexão com o seu território de origem e a perspectiva intimista diante dos ambientes e personagens retratados. 
“Esta mostra é uma grande cartografia de vidas, mas, antes de tudo, é uma homenagem à fotografia. É através dela que vejo o invisível, escuto o outro e a mim mesmo, e abraço a vida com os olhos. [...] A exposição celebra as centenas de vidas que cruzaram a minha, os lugares acolhedores, os saberes do povo, a espiritualidade e a alegria que são até hoje inspiração inesgotável.” - Luiz Braga.

## Prêmios
- 2019 — Prêmio Chico Albuquerque de Fotografia, do Governo do Estado do Ceará[16]
- 2018 — Vencedor do edital Rumos 2017-2018 com a série "Interiores, retratos [e paisagens]", do Itaú Cultural[17][18]
- 2014 — Prêmio APCA de Fotografia, da Associação Paulista de Críticos de Arte (APCA), São Paulo, Brasil[13]
- 2009 — Prêmio CNI SESI Marcantonio Vilaça[carece de fontes?]
- 2008 — Prêmio de aquisição do 14° Salão da Bahia, realizado pelo Museu de Arte Moderna da Bahia (MAM-BA)[19]
- 2000-2001 — Nikon Photo Contest International[carece de fontes?]
- 1996 — Bolsa Vitae de Artes na área de Fotografia, da Funarte[1][5]
- 1993 — Prêmio Porto Seguro Brasil, São Paulo, Brasil[carece de fontes?]
- 1990 — The Leopold Godowsky Jr Color Photography Awards com a série "Anos Luz", da Universidade de Boston, EUA[20]
- 1988 — Prêmio Marc Ferrez de Fotografia com a série "A Margem do Olhar", do Instituto Nacional da Fotografia da Funarte, Rio de Janeiro[1][3]
- 1985 — VII Salão Nacional de Artes Plásticas. Funarte.
- 1985, 1987, 1988 — Premiado no Salão Arte Pará.
- 1976 — Primeiro lugar no 1º Concurso de fotografia a cores MESBLA, Belém-PA.